# Ilhas Virgens Britânicas nos Jogos Olímpicos de Verão de 1996
As Ilhas Virgens Britânicas participaram dos Jogos Olímpicos de Verão de 1996, em Atlanta, nos Estados Unidos. A nação estreou nos Jogos em 1984 e esta foi sua 4ª participação.

## Desempenho

### Atletismo
| Atleta                                                   | Prova                        | Elims.  | Elims.    | Quartas | Quartas | Semifinal   | Semifinal   | Final       | Final       |
| Atleta                                                   | Prova                        | Res.    | Pos.      | Res.    | Pos.    | Res.        | Pos.        | Res.        | Pos.        |
| -------------------------------------------------------- | ---------------------------- | ------- | --------- | ------- | ------- | ----------- | ----------- | ----------- | ----------- |
| Greg Rhymer                                              | 800m masculino               | 1:50.03 | 7º/bat. 8 |         |         | Não avançou | Não avançou | Não avançou | Não avançou |
| Ralston Varlack Keita Cline Willis Todman Mario Todman   | 4x100m masculino             | 41.26   | 7º/bat. 5 |         |         | Não avançou | Não avançou | Não avançou | Não avançou |
| Mario Todman Steve Augustine Greg Rhymer Ralston Varlack | 4x400m masculino             | 3:17.30 | 6º/bat. 3 |         |         | Não avançou | Não avançou | Não avançou | Não avançou |
| Keita Cline                                              | Salto em distância masculino | 7,26m   | 40º       |         |         |             |             | Não avançou | Não avançou |

### Vela
| Atleta       | Classe          | Regatas | Regatas | Regatas | Regatas | Regatas | Regatas | Regatas | Regatas | Regatas | Regatas | Regatas | Total pts. | Pos. |
| Atleta       | Classe          | 1       | 2       | 3       | 4       | 5       | 6       | 7       | 8       | 9       | 10      | 11      | Total pts. | Pos. |
| ------------ | --------------- | ------- | ------- | ------- | ------- | ------- | ------- | ------- | ------- | ------- | ------- | ------- | ---------- | ---- |
| Robert Hirst | Laser masculino | 39      | 19      | 29      | 17      | 31      | 25      | 32      | 9       | 20      | 30      | 12      | 263        | 25º  |